# Malapterus
Malapterus és un gènere de peixos de la família dels làbrids i de l'ordre dels perciformes.

## Taxonomia
- Malapterus reticulatus (Valenciennes a Cuvier i Valenciennes, 1839)[1][2]